# انی مامولو
اَنی مامولو (انگلیسی: Annie Mumolo؛ زادهٔ ۱۰ ژوئیهٔ ۱۹۷۳) یک هنرپیشه، صدا پیشه، تهیه‌کننده و فیلم‌نامه‌نویس اهل ایالات متحده آمریکا است. وی از سال ۲۰۰۳ میلادی تاکنون مشغول فعالیت بوده‌است.

## گزیدهٔ آثار

### سینما
- سردسته‌ها (۲۰۲۱)
- مادرهای بد (۲۰۱۶)
- رئیس (۲۰۱۶)
- این است ۴۰ (۲۰۱۲)
- ساقدوش‌ها (۲۰۱۱)
- افسونگر (۲۰۰۵)

### تلویزیون
- خانواده امروزی (۲۰۱۳)
- پنگوئن‌های ماداگاسکار (۲۰۱۰)
- دو مرد و نصفی (۲۰۰۶)

### بازی‌های ویدئویی
- فاینال فانتزی ۲–۱۳ (۲۰۱۲)